# 無敵比亞路
無敵比亞路 (Piero)是個由紅蜂媒體(前身為BBC Broadcast)所研製的虛擬空間軟件。在香港，由香港有線電視於2006年世界盃足球賽時引入，原本軟件用作回顧每周賽事之用，但最後有線電視決定在中場休息及比賽結束後作為即時分析賽事。評述員丘建威形容當時只能利用自己對教練及球員的認識，並進行臨場講解。其後英國公司更向有線取經。
由於香港有線電視稱Piero為無敵比亞路 ，令人以為無敵比亞路是為迪比亞路(Alessandro Del Piero)命名，誤寫成無迪比亞路 。